# Список Героев Советского Союза (Белгородская область)

Список Героев Советского Союза из Белгородской области России.

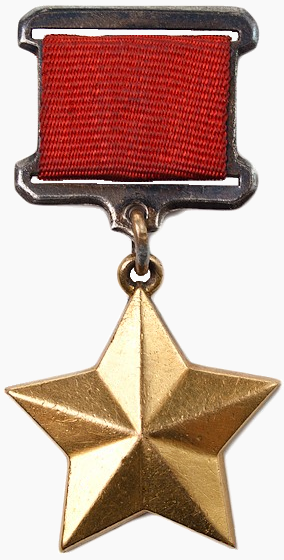
Медаль «Золотая Звезда» — вручалась Героям Советского Союза

| №   | Фамилия, Имя Отчество              | Годы жизни  |
| --- | ---------------------------------- | ----------- |
| 1   | Абросимов, Михаил Романович        | 1924 — 1944 |
| 2   | Авдеев, Иван Павлович              | 1910 — 1978 |
| 3   | Аглотков, Фёдор Николаевич         | 1907 — 1944 |
| 4   | Адонкин, Василий Семёнович         | 1913 — 1944 |
| 5   | Алфимов, Дмитрий Борисович         | 1916 — 1961 |
| 6   | Аноприенко, Михаил Григорьевич     | 1918 — 1986 |
| 7   | Анпилов, Анатолий Андреевич        | 1914 — 1994 |
| 8   | Антоненко, Кузьма Прокопьевич      | 1908 — 1993 |
| 9   | Ачкасов, Анатолий Григорьевич      | 1923 — 2018 |
| 10  | Безуглый, Владимир Андреевич       | 1924 — 2004 |
| 11  | Белокопытов, Дмитрий Иванович      | 1917 — 1943 |
| 12  | Беседин, Николай Фёдорович         | 1922 — 1989 |
| 13  | Богомазов, Григорий Иванович       | 1918 — 1994 |
| 14  | Болтенков, Пётр Михайлович         | 1908 — 1986 |
| 15  | Бондарев, Андрей Леонтьевич        | 1901 — 1961 |
| 16  | Бондаренко, Алексей Дмитриевич     | 1911 — 1956 |
| 17  | Бондаренко, Михаил Иванович        | 1901 — 1943 |
| 18  | Бочарников, Аркадий Николаевич     | 1925 — 1944 |
| 19  | Булгаков, Андрей Пантелеевич       | 1920 — 1981 |
| 20  | Быков, Владимир Иванович           | 1920 — 1945 |
| 21  | Ватутин, Николай Фёдорович         | 1901 — 1944 |
| 22  | Васильченко, Александр Григорьевич | 1911 — 1960 |
| 23  | Вахарловский, Виктор Валерианович  | 1906 — 1987 |
| 24  | Вдовытченко, Иван Григорьевич      | 1924 — 1943 |
| 25  | Ветчинкин, Кузьма Фёдорович        | 1912 — 1986 |
| 26  | Винокуров, Фёдор Иванович          | 1909 — 1980 |
| 27  | Власенко, Пётр Андреевич           | 1923 — 1986 |
| 28  | Волошенко, Михаил Фёдорович        | 1924 — 1945 |
| 29  | Вялых, Николай Алексеевич          | 1918 — 1943 |
| 30  | Гайдаш, Александр Никитович        | 1916 — 2008 |
| 31  | Гнездилов, Иван Фёдорович          | 1922 — 1990 |
| 32  | Гоков, Филипп Антонович            | 1919 — 1993 |
| 33  | Горбунов, Иван Михайлович          | 1915 — 1953 |
| 34  | Горовой, Василий Стефанович        | 1919 — 1950 |
| 35  | Гостищев, Пётр Максимович          | 1925 — 1984 |
| 36  | Грицов, Иван Иванович              | 1903 — 1984 |
| 37  | Даниленко, Николай Никитович       | 1921 — 1987 |
| 38  | Дементьев, Андрей Александрович    | 1917 — 1984 |
| 39  | Денисов, Вячеслав Николаевич       | 1918 — 1943 |
| 40  | Дергилев, Егор Иванович            | 1920 — 2000 |
| 41  | Десницкий, Пётр Павлович           | 1911 — 1993 |
| 42  | Дикарев, Виктор Михайлович         | 1918 — 1995 |
| 43  | Дмитриев, Василий Антонович        | 1905 — 1984 |
| 44  | Добродомов, Григорий Сергеевич     | 1925 — 1944 |
| 45  | Добрунов, Григорий Тимофеевич      | 1921 — ?    |
| 46  | Долгарёв, Павел Михайлович         | 1923 — 1994 |
| 47  | Долгих, Пётр Николаевич            | 1910 — 1945 |
| 48  | Дятлов, Александр Иванович         | 1910 — 1948 |
| 49  | Евдошенко, Василий Михайлович      | 1924 — 2003 |
| 50  | Евсюков, Николай Павлович          | 1914 — 1944 |
| 51  | Евтушенко, Александр Семёнович     | 1912 — 1987 |
| 52  | Емельянов, Игнат Дмитриевич        | 1915 — 1940 |
| 53  | Жариков, Иван Алексеевич           | 1907 — 1969 |
| 54  | Жданов, Алексей Митрофанович       | 1917 — 1944 |
| 55  | Желтобрюх, Иосиф Трофимович        | 1914 — 1958 |
| 56  | Жулов, Фёдор Егорович              | 1919 — 1944 |
| 57  | Жученко, Павел Данилович           | 1904 — 1965 |
| 58  | Затынайченко, Иван Иванович        | 1919 — 1977 |
| 59  | Зыбин, Иван Фёдорович              | 1925 — 1997 |
| 60  | Зюбин, Павел Петрович              | 1910 — 1944 |
| 61  | Иванов, Николай Дмитриевич         | 1920 — 1995 |
| 62  | Ивлев, Дмитрий Данилович           | 1914 — 1998 |
| 63  | Исаев, Василий Васильевич          | 1917 — 1985 |
| 64  | Казаков, Николай Яковлевич         | 1912 — 1990 |
| 65  | Калинин, Николай Никитович         | 1922 — 1943 |
| 66  | Каменев, Филимон Иванович          | 1909 — 1982 |
| 67  | Кандыбин, Борис Григорьевич        | 1920 — 1993 |
| 68  | Касатонов, Иван Михайлович         | 1913 — 1977 |
| 69  | Карачаров, Иван Николаевич         | 1903 — 1943 |
| 70  | Кидалов, Фёдор Николаевич          | 1925 — 1945 |
| 71  | Кладиев, Виктор Сидорович          | 1906 — 1944 |
| 72  | Климов, Илья Иванович              | 1916 — 1940 |
| 73  | Ключник, Иван Фёдорович            | 1923 — 1996 |
| 74  | Кожанов, Пётр Павлович             | 1917 — 1943 |
| 75  | Кожемякин, Иван Иванович           | 1908 — 2001 |
| 76  | Котков, Николай Иванович           | 1924 — 1944 |
| 77  | Котов, Михаил Семёнович            | 1924 — 1944 |
| 78  | Колосов, Михаил Ефимович           | 1915 — 1996 |
| 79  | Кононенко, Никита Никифорович      | 1922 — 2000 |
| 80  | Коняев, Анатолий Михайлович        | 1909 — 1992 |
| 81  | Конякин, Александр Фёдорович       | 1915 — 1944 |
| 82  | Косенко, Пётр Иванович             | 1902 — 1973 |
| 83  | Котов, Никита Дмитриевич           | 1915 — 1979 |
| 84  | Кравцов, Николай Никитович         | 1921 — 1944 |
| 85  | Кравченко, Михаил Пантелеевич      | 1914 — 1944 |
| 86  | Кравченко, Фёдор Тихонович         | 1910 — 1966 |
| 87  | Крамаренко, Григорий Иванович      | 1925 — 2012 |
| 88  | Крамчанинов, Иван Петрович         | 1922 — 1990 |
| 89  | Кривонос, Николай Яковлевич        | 1896 — 1962 |
| 90  | Кривошеин, Семён Моисеевич         | 1899 — 1978 |
| 91  | Кузякин, Гавриил Васильевич        | 1916 — 1995 |
| 92  | Кулаков, Теодор Сергеевич          | 1900 — 1943 |
| 93  | Кулешов, Степан Иванович           | 1921 — 1975 |
| 94  | Курбатов, Василий Васильевич       | 1925 — 1945 |
| 95  | Куц, Александр Михайлович          | 1911 — 1991 |
| 96  | Лазаренко, Иван Сидорович          | 1895 — 1944 |
| 97  | Лапин, Роман Никифорович           | 1901 — 1991 |
| 98  | Лаптев, Сергей Петрович            | 1906 — 1972 |
| 99  | Лариков, Егор Григорьевич          | 1923 — 2000 |
| 100 | Лёвин, Григорий Тимофеевич         | 1917 — 2008 |
| 101 | Легезин, Павел Константинович      | 1918 — 1944 |
| 102 | Лиманский, Кузьма Архипович        | 1919 — 1992 |
| 103 | Литвинов, Василий Михайлович       | 1923 — 2002 |
| 104 | Литвинов, Дмитрий Прокопьевич      | 1926 — 1943 |
| 105 | Литвинов, Фёдор Павлович           | 1912 — 2007 |
| 106 | Лужецкий, Андрей Гаврилович        | 1905 — 1984 |
| 107 | Лукинов, Николай Тарасович         | 1914 — 1998 |
| 108 | Мазикин, Егор Иванович             | 1913 — 1992 |
| 109 | Мальцев, Константин Савельевич     | 1915 — 1948 |
| 110 | Маринченко, Николай Данилович      | 1912 — 1943 |
| 111 | Маркин, Вячеслав Витальевич        | 1923 — 2010 |
| 112 | Мартынов, Александр Максимович     | 1911 — 1943 |
| 113 | Маслов, Михаил Дмитриевич          | 1916 — 1960 |
| 114 | Маснев, Алексей Никанорович        | 1915 — 1979 |
| 115 | Мироненко, Алексей Николаевич      | 1923 — 1959 |
| 116 | Мишустин, Василий Иванович         | 1916 — 1999 |
| 117 | Морозов, Константин Степанович     | 1919 — 1944 |
| 118 | Москалёв, Дмитрий Егорович         | 1918 — 2001 |
| 119 | Москвиченко, Николай Павлович      | 1907 — 1977 |
| 120 | Мосьпанов, Илья Петрович           | 1913 — 1942 |
| 121 | Мочалин, Николай Гаврилович        | 1922 — 2001 |
| 122 | Мягкий, Михаил Васильевич          | 1922 — 1944 |
| 123 | Найдин, Григорий Николаевич        | 1917 — 1977 |
| 124 | Новиков, Ефим Васильевич           | 1906 — 1963 |
| 125 | Озеров, Иван Никитич               | 1919 — 1962 |
| 126 | Орехов, Алексей Егорович           | 1915 — ?    |
| 127 | Орлов, Александр Игнатьевич        | 1918 — 1994 |
| 128 | Остащенко, Сергей Михайлович       | 1924 — 2012 |
| 129 | Палиев, Антон Иванович             | 1921 — 1980 |
| 130 | Петрашев, Иван Павлович            | 1913 — 1991 |
| 131 | Петренко, Николай Антонович        | 1923 — 1943 |
| 132 | Писклов, Василий Емельянович       | 1921 — 1998 |
| 133 | Писклов, Пётр Кириллович           | 1923 — 1943 |
| 134 | Плякин, Иван Антонович             | 1914 — 1944 |
| 135 | Поданев, Егор Фёдорович            | 1925 — 1945 |
| 136 | Поддубный, Алексей Павлович        | 1907 — 1986 |
| 137 | Посохов, Григорий Степанович       | 1920 — 1943 |
| 138 | Прокопенко, Григорий Дмитриевич    | 1924 — 1993 |
| 139 | Прокудин, Алексей Николаевич       | 1915 — 1989 |
| 140 | Пьянков, Николай Алексеевич        | 1922 — 1999 |
| 141 | Репкин, Аким Васильевич            | 1914 — 1989 |
| 142 | Роменко, Павел Павлович            | 1924 — 1944 |
| 143 | Рощенко, Владимир Фёдорович        | 1921 — ?    |
| 144 | Рубан, Николай Афанасьевич         | 1923 — 1944 |
| 145 | Руднев, Василий Дмитриевич         | 1926 — ?    |
| 146 | Рудой, Анатолий Михайлович         | 1912 — 1943 |
| 147 | Саблин, Пётр Дмитриевич            | 1914 — 1945 |
| 148 | Саков, Николай Константинович      | 1923 — 1996 |
| 149 | Салов, Александр Михайлович        | 1917 — 1940 |
| 150 | Сердюков, Иосиф Ильич              | 1906 — 1973 |
| 151 | Середенко, Александр Лаврентьевич  | 1912 — 1944 |
| 152 | Сериков, Иван Павлович             | 1916 — 1958 |
| 153 | Серых, Семён Прокофьевич           | 1915 — 1991 |
| 154 | Сириченко, Николай Трофимович      | 1921 — 1949 |
| 155 | Скворцов, Николай Александрович    | 1922 — 1944 |
| 156 | Смоленский, Сергей Михайлович      | 1913 — 1943 |
| 157 | Собина, Василий Васильевич         | 1923 — 1944 |
| 158 | Соловьёв, Анатолий Фёдорович       | 1919 — 1985 |
| 159 | Соловьёв, Евгений Степанович       | 1931 — 1978 |
| 160 | Сорока, Иван Николаевич            | 1916 — 1988 |
| 161 | Спольник, Григорий Иванович        | 1902 — 1944 |
| 162 | Стриженко, Яков Алексеевич         | 1914 — 1943 |
| 163 | Суков, Трофим Тихонович            | 1924 — 1948 |
| 164 | Сурнев, Николай Григорьевич        | 1923 — 1952 |
| 165 | Сушков, Филипп Тимофеевич          | 1906 — 1944 |
| 166 | Сычёв, Василий Егорович            | 1921 — 1995 |
| 167 | Тарасов, Фёдор Ефремович           | 1924 — 1992 |
| 168 | Тебекин, Павел Дорофеевич          | 1917 — 1980 |
| 169 | Тимонов, Фёдор Трофимович          | 1924 — 1982 |
| 170 | Тимченко, Василий Михайлович       | 1911 — 2000 |
| 171 | Тихонов, Василий Иванович          | 1910 — 1943 |
| 172 | Тихонов, Николай Иванович          | 1924 — 1986 |
| 173 | Ткаченко, Александр Прохорович     | 1912 — 1971 |
| 174 | Ткаченко, Григорий Тихонович       | 1923 — 1944 |
| 175 | Трайнин, Пётр Афанасьевич          | 1919 — 1978 |
| 176 | Тулинов, Дмитрий Васильевич        | 1915 — 1983 |
| 177 | Туренко, Евгений Георгиевич        | 1905 — 1963 |
| 178 | Тюсин, Николай Максимович          | 1922 — 1979 |
| 179 | Ушаков, Дмитрий Андреевич          | 1919 — 2011 |
| 180 | Фёдоров, Иван Андреевич            | 1923 — 1944 |
| 181 | Федутенко, Надежда Никифоровна     | 1915 — 1978 |
| 182 | Филатов, Василий Романович         | 1909 — 1996 |
| 183 | Халенко, Василий Иванович          | 1924 — 2000 |
| 184 | Хворостянов, Илья Алексеевич       | 1914 — 1988 |
| 185 | Хмель, Иван Иванович               | 1918 — 1944 |
| 186 | Холод, Григорий Иванович           | 1903 — 1977 |
| 187 | Холод, Тимофей Алексеевич          | 1898 — 1944 |
| 188 | Хромых, Василий Петрович           | 1910 — 1979 |
| 189 | Цыбулёв, Алексей Иванович          | 1916 — 1944 |
| 190 | Черников, Андрей Егорович          | 1912 — 1950 |
| 191 | Чернов, Георгий Герасимович        | 1916 — 1944 |
| 192 | Чернухин, Иван Фомич               | 1913 — 1984 |
| 193 | Четвёрткин, Алексей Егорович       | 1916 — 1969 |
| 194 | Чубарых, Михаил Дмитриевич         | 1925 — 1944 |
| 195 | Чубуков, Фёдор Михайлович          | 1920 — ?    |
| 196 | Чурилов, Леонид Дмитриевич         | 1907 — 1993 |
| 197 | Шабельников, Иван Сергеевич        | 1917 — 1947 |
| 198 | Шапошников, Матвей Кузьмич         | 1906 — 1994 |
| 199 | Швец, Иван Стефанович              | 1917 — 1944 |
| 200 | Швец, Василий Васильевич           | 1923 — 2003 |
| 201 | Шевцов, Александр Григорьевич      | 1918 — 1988 |
| 202 | Шевченко, Александр Иосифович      | 1914 — 1985 |
| 203 | Шевченко, Николай Андреевич        | 1909 — 1985 |
| 204 | Шеломцев, Николай Григорьевич      | 1922 — 2007 |
| 205 | Шкодин, Пётр Тихонович             | 1923 — 1943 |
| 206 | Щипанов, Николай Константинович    | 1924 — 1994 |
| 207 | Яценко, Николай Лаврентьевич       | 1923 — 1943 |